# Vassjön (Silleruds socken, Värmland)
Vassjön är en sjö i Bengtsfors kommun och Årjängs kommun i Värmland och ingår i Göta älvs huvudavrinningsområde. Sjön är 13 meter djup, har en yta på 1,01 kvadratkilometer och befinner sig 108,9 meter över havet. Sjön avvattnas av vattendraget Kasbäcken.

## Delavrinningsområde
Vassjön ingår i det delavrinningsområde (657824-129664) som SMHI kallar för Utloppet av Vassjön. Medelhöjden är 163 meter över havet och ytan är 10,78 kvadratkilometer. Det finns inga avrinningsområden uppströms utan avrinningsområdet är högsta punkten. Kasbäcken som avvattnar avrinningsområdet har biflödesordning 4, vilket innebär att vattnet flödar genom totalt 4 vattendrag innan det når havet efter 240 kilometer. Avrinningsområdet består mestadels av skog (88 procent). Avrinningsområdet har 1,09 kvadratkilometer vattenytor vilket ger det en sjöprocent på 10,1 procent.